# Liligre
O Liligre é um cruzamento híbrido entre um leão e uma ligresa (leão macho e tigresa). Não existe naturalmente, já que um cruzamento destes só ocorre com intermédio humano.

## História
Em setembro de 2012, o russo Zoológico de Novosibirsk anunciou o nascimento de um "liliger". O filhote foi nomeado Kiara. Kiara nasceu de uma liger de 8 anos, Zita e de um leão africano, Sam. Kiara foi adotada pelo gato doméstico do zoológico porque a sua mãe não produzia leite o suficiente para alimentá-la.